# Apogonia cupreomicans
Apogonia cupreomicans är en skalbaggsart som beskrevs av Moser 1913. Apogonia cupreomicans ingår i släktet Apogonia och familjen Melolonthidae. Inga underarter finns listade i Catalogue of Life.